# 金帝 (马来西亚艺人)
金帝（1991年10月21日—），本名吴家豪，马来西亚影视演员、模特儿及选美评审。出生于沙巴州亚庇，自2009年起活跃于模特与演艺界，涉足影视、综艺、广告、时尚秀等多个领域。

## 职业生涯

### 早期发展
金帝于2009年参与模特比赛开始进入演艺圈，并参与多个时尚相关活动。2012年入围《马来西亚国际先生》（Mister International Malaysia）全国总决赛，成为备受关注的新生代模特。

### 影视与媒体作品
2013年至2016年间，金帝参与马来西亚 RTM TV2 频道播出的户外综艺节目《水舞全城》的全程录制，在该节目中参与多项体能挑战，节目播出后曾获得媒体报导其表现。
2014年，金帝参与马来西亚歌手宇珩歌曲《繁星》的官方音乐录影带，在该作品中担任男主角。该录影带曾被马来西亚媒体报道。

### 其他领域
除影视作品外，金帝也受邀担任多项选美赛事评审及嘉宾导师，曾担任选美赛事评审及青年活动嘉宾，并参与相关公开文化或青年交流活动。

## 奖项荣誉
- 2022年：马来西亚金星奖“国际杰出华人艺术家奖”[6]
- 2022年：马来西亚金星奖“马来西亚杰出华人青年奖”[2]
- 2022年：国际文化交流协会“年度影响力新晋人物大奖”[2]